# Œcuménisme

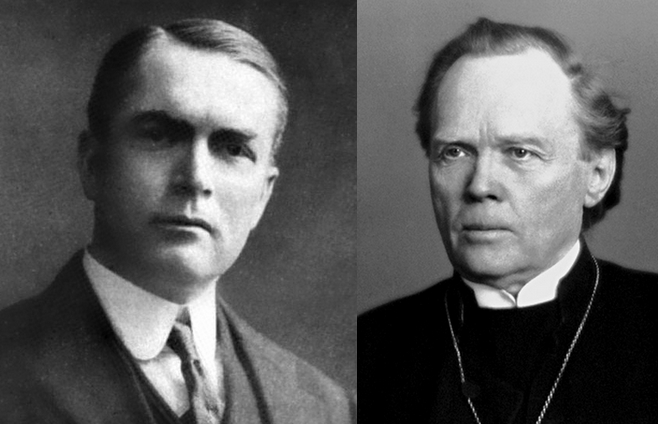
John Raleigh Mott et Nathan Söderblom.

L’œcuménisme est un mouvement interconfessionnel qui tend à promouvoir des actions communes entre les divers courants du christianisme, en dépit de leurs différences doctrinales, avec pour objectif l'« unité visible des chrétiens ».
Se développant à partir de la fin du XIXe siècle dans les milieux protestants, l'œcuménisme se concrétise par l'existence de divers accords, de nombreuses instances de dialogue, mais aussi par un certain nombre de réalisations concrètes, comme des entreprises de traduction commune des textes saints ou la semaine de prière commune pour l'unité des chrétiens.
Parmi les pionniers de l’œcuménisme, on peut citer le patriarche grec orthodoxe Germain V de Constantinople, l’évêque anglican américain Charles Brent, le pasteur réformé néerlandais Willem Visser 't Hooft, le cardinal catholique français Yves Congar ou encore l'archevêque luthérien suédois Nathan Söderblom et le laïc américain John Mott, qui ont tous deux reçu le prix Nobel de la paix pour cette activité.

## Histoire

### Étymologie
Le mot « œcuménisme » est issu du participe grec οἰκουμένη / oikouménê, « terre habitée, monde, univers », du verbe οἰκέω / oikéô, « habiter ». Il traduit un caractère universel qui, avant que le terme soit employé dans son acception moderne, a servi à qualifier pendant les premiers siècles du christianisme les conciles dits alors « œcuméniques ». Mais c'est au XIXe siècle qu'apparaît le mouvement de chrétiens qui visent à leur propre unité, connu comme le « mouvement œcuménique ». C'est lors de la réunion de l'Alliance évangélique à Londres en 1846 que le terme semble avoir été employé pour la première fois dans son sens actuel par Adolphe Monod. L'« œcuménisme » ne doit pas être confondu avec le « dialogue interreligieux » qui a lui pour objet les échanges entre différentes religions, même si l'on trouve parfois l’expression « œcuménisme entre les religions » pour le désigner. Les linguistes ne s'accordent pas sur la prononciation du digramme « œ» débutant le mot qui, selon les dictionnaires peut se prononcer <é> ou <eu>, le mot pouvant ainsi se prononcer \e.ky.me.nism\ ou \ø.ky.me.nism\.

### Un christianisme divisé
L'objet du mouvement œcuménique contemporain est de s'attacher à la résolution des différences doctrinales historiques qui sont à l'origine des divisions séculaires entre les différentes Églises catholique, orthodoxes, protestantes et anglicane. On peut relever des points de rupture importants dans l’histoire du christianisme, chacun motivé par des différends théologiques souvent aggravés par une série de facteurs politiques et culturels qui ont empêché leur résolution et souvent accentué les divergences.

#### Antiquité
Le premier différend s'articule autour du concile d'Éphèse (431) qui voit s'opposer les écoles théologiques d'Alexandrie et d'Antioche sur la compréhension de la personne du Christ et le vocabulaire propre à décrire la relation entre l’humanité et la divinité de celui-ci. L'« Église d'Orient » ou « Église des deux conciles » ne reconnaît pas les conclusions de ce concile - ni de ceux qui suivront - et se développe de son côté, dans l'Empire perse et au-delà vers l'Orient.
La seconde crise s'articule autour du concile de Chalcédoine (451) qui essaie de concilier les traditions alexandrine et antiochienne en affirmant la pleine humanité et la pleine divinité du Christ. S'il est adopté par les patriarches de Constantinople et de Rome, le concile est rejeté par des éléments plus radicaux : une partie des Églises d'Égypte, de Syrie orientale, d'Arménie, d’Éthiopie et du Malankar, refuse les conclusions du concile traduisant - en plus des différends christologiques - les divisions culturelles et politiques qui partagent les christianismes de l’Empire gréco-romain et ceux de l'extérieur. C'est le premier schisme important et durable de la chrétienté qui voit naître les Églises orthodoxes orientales ou « non chalcédoniennes », également connues sous le nom d'« Églises des trois conciles ».

#### Moyen Âge
La troisième crise met en jeu l'Orient byzantin et l’Église romaine et marque une lente séparation qui s'étale entre le IXe et le XVe siècle, notamment, dès le IXe siècle, sur la répartition des nouvelles Églises slaves sous la juridiction de Byzance ou de Rome. On a souvent retenu l’année 1054 pour marquer la césure entre les deux Églises mais les historiens actuels soulignent la complexité d'un processus de séparation au long cours et l’on retient davantage l'année 1204 lorsque, à l’occasion de la quatrième croisade, les latins mettent Constantinople à sac, ce qui crée une rupture profonde, animée de ressentiment, parmi les croyants même des deux Églises. Outre les différences dans l'organisation ecclésiale régionale, des différends théologiques opposent les deux Églises, à l'instar de la querelle du Filioque, une altération du credo de Nicée-Constantinople imposée en Occident par Charlemagne rejetée par les orientaux, ou encore de la revendication de primauté pétrinienne de l’évêque de Rome. 
Certaines tentatives de rapprochement voient le jour - le deuxième concile de Lyon de 1274 ou celui de Florence de 1434 - mais sans apporter de solution durable à ce qui est plutôt une rupture motivée par l’affrontement de principes et la polémique qu'un schisme stricto sensu. La séparation s’est formellement accentuée quand l'Église romaine a, en 1729, formellement considéré l'Église orthodoxe comme schismatique en interdisant la communio in sacris (« pleine communion ») avec celle-ci. En retour, le patriarcat de Constantinople impose le re-baptême des catholiques rejoignant la confession orthodoxe en 1758. Dès le XIIIe siècle se développe le « phénomène uniate » ou « uniatisme » qui traduit la volonté du catholicisme occidental de rattacher canoniquement - mais non liturgiquement - à l'Église romaine des communautés relevant des Églises orientales et qui est considéré par les Églises orthodoxes comme du prosélytisme romain et constitue une source de division supplémentaire entre les deux traditions. Ce n’est que dans les années 1960 qu'orthodoxes et catholiques renouent le dialogue.

#### Réforme
La Réforme protestante, mouvement de mutation du christianisme occidental, voit le jour au début du XVIe siècle. Au terme de ce siècle, dans un contexte religieux mais aussi politique complexe, la chrétienté occidentale est refaçonnée, voyant naître d’un côté une large variété de confessions protestantes, souvent divisées entre elles, et de l’autre un catholicisme romain lui-même renouvelé. À la suite de la figure initiale de ce mouvement protestataire - Martin Luther, un religieux augustin allemand qui critique les indulgences et expose ses 95 thèses en 1517 -, naissent les confessions luthériennes. Le mouvement prend d'autres formes avec le Suisse Ulrich Zwingli et le Français Jean Calvin, qui sont à la source des Églises réformées, avec un mouvement particulier aux sujets de la couronne d'Angleterre, l’anglicanisme, issu de la séparation d'Henry VIII et de la papauté, ou encore avec l’anabaptisme suivant Thomas Munzer, proposant une vision encore plus radicale que les autres confessions contestant l’Église de Rome. Cette dernière, en réaction à ces mutations, développe elle-même sous le règne du pape Paul III un important effort de renouveau et d'adaptations, la « Contre-Réforme », qui pose l'affirmation du catholicisme tridentin.
La chrétienté occidentale se retrouve alors divisée entre un Corpus catholicorum et un Corpus evangelicorum et ces clivages conduisent à de nombreux conflits entre régions ou États ainsi qu'à des persécutions inter-chrétiennes qui se prolongent pendant près de deux cents ans.

### Rapprochements
Les premières tentatives d'entente entre catholiques et protestants eurent lieu dès le début de la Réforme dans les années 1530-1540, à l'initiative du théologien protestant Martin Bucer, qui écrivit un traité La préparation du concile (1533), peu avant le concile de Trente (1545-1563). Ces tentatives sont considérées comme le fondement de l'irénisme par Jean Delumeau, Thierry Wanegffelen et Bernard Cottret, qui considèrent que Bucer, longtemps considéré comme un personnage de second plan, aujourd'hui réhabilité, mériterait des recherches plus approfondies.
Mais les divisions historiques des Églises chrétiennes ont fini par être considérées comme normatives avant que la recherche d'unité visible soit remise à l’ordre du jour au cours du XXe siècle par les plus hautes autorités religieuses du christianisme, ces clivages étant désormais considérés comme des facteurs qui ont favorisé les divisions entre les peuples et les nations. Le mouvement vers cette réconciliation chrétienne et vers cette unité visible des églises est un processus de longue haleine. Avant la mise en place de structures propres à porter les volontés de rencontre de l’œcuménisme à l'instar du Conseil œcuménique des Églises créé en 1948, puis, à la suite du Concile Vatican II en 1962 l'engagement de l'Église catholique romaine vers ce mouvement qu'elle avait précédemment condamné, deux attitudes successives le traversent : l'unionisme puis l'œcuménisme moderne.
L'idée d'unité de l'Église qui sous-tend le mouvement œcuménique doit beaucoup aux mouvements missionnaires : la mission de l'Église repose, d'un point de vue théologique, sur l'unité et, sur un plan pratique, la désunion affaiblit la transmission du message chrétien aux non-chrétiens. Les avancées dans le sens de l'union de l'Église ont été initialement engagées au sein des confessions protestantes (luthérienne, calviniste, baptiste, méthodiste…) soucieuses, essentiellement à partir de la fin du XIXe siècle, d'atteindre une meilleure coordination dans leur entreprise missionnaire. Ainsi, l'« unionisme » en matière de rapprochement des églises chrétiennes peut être vu comme l'« étape transitoire entre mission et œcuménisme ».

#### Unionismes
La première Église unie a été formée en 1817, en Nassau (11 août 1817 ; Église d'État de Nassau), suivi par la Prusse (17 septembre 1817; Église évangélique de l'Union prussienne), union entre l’Église calviniste calviniste-réformée et l’Église luthérienne majoritaire à la demande de Frédéric-Guillaume III, et puis dans le district du Palatinat bavarois (août 1818, selon un plébiscite ; Église évangélique protestante du Palatinat). En Belgique, avec l'appui du souverain Léopold Ier, la petite communauté protestante du pays unit en 1839 ses seize consistoires dans le Synode de l’« Union des Églises protestantes évangéliques de la Belgique » ancêtre de l'actuelle Église protestante unie de Belgique.

#### Débats, discussions, propositions
À la fin du XIXe siècle, dans le monde réformé et particulièrement anglo-saxon, des démarches « unionistes » préfigurent davantage l’œcuménisme et diverses initiatives interconfessionnelles ouvrent la voie.
En 1846, l’Alliance évangélique, d'initiative écossaise et suisse, est constituée à Londres et entend rassembler sur une base doctrinale commune, les individus - et non les Églises - qui adoptent la doctrine évangélique, favorisant ainsi le rapprochement des églises issues de la Réforme.
En 1857, au Royaume-Uni une initiative privée amorcée par le catholique Ambrose Phillipps de Lisle et le prêtre ritualiste, Frederick George Lee donne naissance à l’Association for the Promotion of the Unity of Christendom (Association pour la Promotion de l'Unité de la Chrétienté) réunit des anglicans, des catholiques, des orthodoxes et certains protestants qui cherchent une prière commune en vue de « restaurer l'unité des églises ». L'association, qui comptera plus de six mille membres, produit notamment un document sur les questions à traiter par ceux qui cherchent la réconciliation entre Orthodoxes et Anglicans, les autorités catholiques ayant interdit en 1864 à ses membres d'y poursuivre leur participation. La même année, sous l'impulsion de l'anglican John Mason Neale, une Eastern Churches Association (Association des Églises Orientales), œuvrant au rapprochement de l'Église orthodoxe d'Orient avec l'anglicanisme. Peu après, de manière très innovante, un dialogue théologique est mis en place à partir de 1870 entre les orthodoxes et les anglicans à Ely à l'occasion d'une visite en Angleterre du théologien grec orthodoxe Alexandre Lykourgos, passant en revue systématiquement les points d'accord et de désaccord, se concentrant particulièrement sur le problème du Filioque et des sacrements. Des rapprochements s'opèrent également entre orthodoxes et Vieux-catholiques qui se sont séparés de Rome en 1870 à la suite de la proclamation du dogme de l'infaillibilité pontificale et refusent, à l'instar des orthodoxes, la revendication de juridiction universelle de l'évêque de Rome : des rencontres formelles, accueillant également des anglicans, se déroulent en 1871 à Munich puis à Bonn en 1875 qui aboutissent à certains accords.
En 1873, un synode des Églises réformées de France pose un certain nombre de questions d’ordre œcuménique et a, à l’époque, un certain retentissement. En 1886, la Convention générale de l'Église épiscopalienne des États-Unis formule à Chicago un texte novateur en faveur de l’unité des chrétiens, repris en grande partie en 1888 du côté des églises anglicanes par le « quadrilatère de Lambeth ». Ces textes - qui s'inscrivent dans la tradition libérale de l'« Église large » (Broad church) - invitent les Églises chrétiennes séparées à se rassembler sur quatre principes de base pour avancer vers l'unité :
1. l'Ancien et le Nouveau Testaments, règle et norme ultime de la foi, contenant ce qui est nécessaire au salut ;
2. le symbole des apôtres et le symbole de Nicée, exposés suffisants de la foi chrétienne ;
3. les deux sacrements institués par le Christ lui-même : le baptême et l’eucharistie ;
4. de l'épiscopat historique, au service des divers peuples et nations grâce à son adaptation locale.

Ce « quadrilatère de Lambeth » définit alors les bases des Églises anglicanes et de leur Communion et étend son ambition œcuménique à l'ensemble du monde anglophone, tentant de remiser les différences dogmatiques et ecclésiologiques. Il salue les avancées avec le monde orthodoxe, sans dissimuler les difficultés que continuent de représenter aux yeux du monde protestant le culte de la Vierge, des saints et des icônes.
Dans le même temps, s'opèrent des tentatives d'un « unionisme » catholique centralisateur, comme à l'occasion d'un Congrès eucharistique de Jérusalem en 1893 qui entend apporter une réévaluation du christianisme oriental et favoriser de la sorte le retour des « dissidents » dans le giron de l'Église de Rome, sans que cela apporte de grands résultats. Mais l'Église romaine évite cependant tout dialogue théologique avec les représentants des autres Églises sur la question de la réconciliation et si un certain nombre d'encycliques abordent la question de l'unité des chrétiens à de la fin du XIXe siècle, leurs recommandations sont unilatérales, les différents papes se contentant d’appeler au « retour » des orthodoxes, anglicans, vieux-catholiques et protestants « à Rome ». Cet « unionisme catholique » se caractérise alors par une vive opposition au protestantisme, refusant le modèle de rapprochement qu'il propose, ce qui ne dispense pas des individus fidèles à l'Église de Rome de prendre des initiatives personnelles dans ce sens.

### LeXXesiècle
C'est généralement à la Conférence internationale des missions qui s'est tenue à Édimbourg en 1910, présidée par le laïc américain John Mott, que l'on fait remonter le départ de l'œcuménisme moderne.

#### Conférence d’Édimbourg (1910)

World Missionary Conference, université d'Édimbourg, 1910.

Lors de la conférence d’Édimbourg de 1910, les délégués des Églises nouvelles, d’Afrique et d’Asie soulevèrent de la question urgente de l'unité des chrétiens. L’œcuménisme contemporain est ainsi né du problème missionnaire : comment prêcher l’évangile à partir d’Églises séparées, divisées à propos de la doctrine même de l’Évangile pour peu qu’elle en propose une ? Mais il apparut tout de suite que le problème de la séparation des chrétiens avait deux aspects : rivalités dans la pratique ; divergences dans l’interprétation.
C'est après la Première Guerre mondiale que l’œcuménisme prend le sens d'une recherche de convergence entre les chrétiens de différentes confessions et que les initiatives se multiplient. Si un « Conseil international des missions » réunit son premier congrès à Lake Mohonk, en 1921, deux mouvements œcuméniques protestants accueillant des orthodoxes se développent particulièrement à la suite d'Édimbourg : celui du Christianisme pratique (en anglais « Life and Work »), d'inspiration luthérienne, qui tient sa première conférence mondiale en 1925 à Stockholm, et celui de Foi et Constitution (en anglais « Faith and Order »), d'inspiration anglicane, qui se réunit pour la première fois à Lausanne en 1927. Le premier, animé par l’archevêque luthérien d’Uppsala, Nathan Söderblom (1866-1931), entend manifester l'union des chrétiens à travers l'action concrète et la lutte pour une société plus juste tandis que le second, qui réunit 108 Églises sous l’impulsion de l’évêque anglican américain Charles Brent (1862-1929), se penche sur les problèmes doctrinaux, structurels et ecclésiaux.
Les deux mouvements décident de fusionner à la fin des années 1930 et un Comité préparatoire se réunit à Utrecht du 9 au 22 août 1938, qui met en place le Conseil œcuménique des Églises (en anglais World Council of Churches).

#### Création du Conseil œcuménique des Églises (1948)
« Le Conseil œcuménique des Églises est une communauté fraternelle d’Églises qui confessent le Seigneur Jésus Christ comme Dieu et Sauveur selon les Écritures et s'efforcent de répondre ensemble à leur commune vocation pour la gloire du seul Dieu, Père, Fils et Saint-Esprit ».
Prévue initialement pour 1941, la création du Conseil œcuménique des Églises (COE) fut retardée par la guerre de 1939-1945 et par l’opposition de l’Église catholique qui refuse d'envoyer des observateurs et interdit par un monitum aux catholiques de participer à l'assemblée. L'assemblée constitutive du COE se tient en 1948, à Amsterdam et voit la fusion des organismes de Vie et Activité et Foi et Constitution, ce dernier conservant une vie propre au sein du COE. Dans sa première déclaration commune - rédigée à Utrecht et acceptée à Amsterdam -, le COE se présente tout d'abord comme « une communauté [fellowship (sic)] d'Églises qui acceptent notre Seigneur Jésus-Christ comme Dieu et Sauveur ». Le Conseil a le pouvoir d'émettre des avis et de convoquer des conférences et son premier Secrétaire général, le pasteur hollandais Willem Visser 't Hooft précise qu'il s'agit d'un « Conseil d'Églises, et non le Conseil de l'unique Église indivise ».
L'assemblée plénière de 1961 à New Delhi couronne les efforts œcuméniques en recueillant notamment l'adhésion des Églises orthodoxes de l'Est et l'intégration du Conseil International des Missions. Le COE se réfère explicitement à la Bible dans son document de base : celui-ci affirme que le COE est « association fraternelle d'Églises qui confessent Jésus-Christ comme Dieu et Sauveur selon les Écritures et s'efforcent de répondre ensemble à leur commune vocation pour la gloire du seul Dieu, Père, Fils et Saint-Esprit ». Cette déclaration commune - la Base, qui n'est pas une confession de foi -, est marquée par le trinitarisme absent jusque-là, élargit le nombre de membres du mouvement mais provoque le départ des unitariens et la fondation des unitariens universalistes. Au passage, elle relance la querelle christologique mise sous le boisseau en 1948.
Après la Deuxième Guerre mondiale et la Guerre froide, le COE connaît une arrivée massive d'Églises chrétiennes autonomes du Tiers Monde et des nouvelles questions qu'elles portent, qui marquent progressivement la déseuropéanisation du mouvement.

#### Orthodoxie et mouvement œcuménique

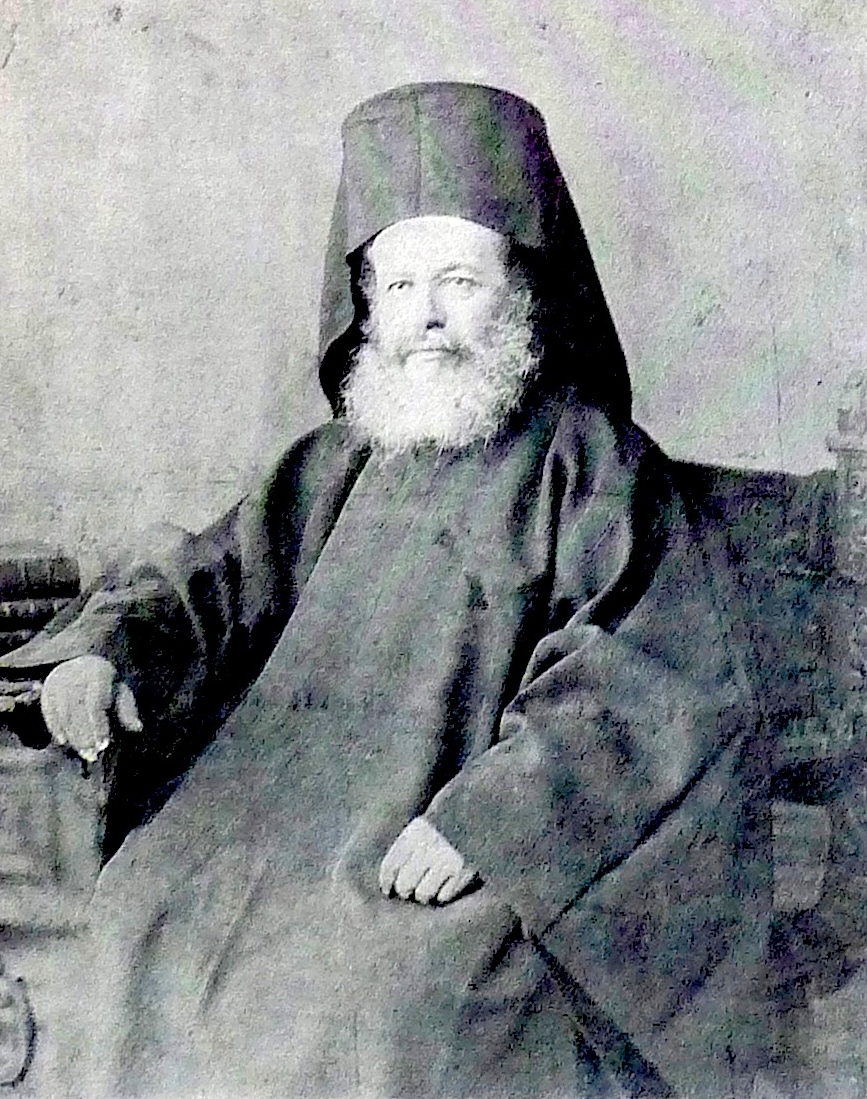
Le patriarche Germain V de Constantinople, 1913.

Au cours du XIXe siècle, l'orthodoxie connait des épisodes de rapprochements avec diverses confessions séparées ou indépendantes de L'Église romaine. Un certain prosélytisme de cette dernière qui se traduit notamment par des missions sur les terres traditionnellement orthodoxes et par le développement des Églises catholiques orientales n’est pas sans créer de tensions entre ces deux confessions.
Au début du XXe siècle, une encyclique du patriarche Joachim III, datée de 1902 et rédigée à la suite des félicitations reçues du monde orthodoxe pour son intronisation comme patriarche œcuménique de Constantinople, aborde en réponse le sujet de l'unité des chrétiens et son désir ardent d'union avec tous ceux qui partagent la foi dans le Christ. S'il souligne la difficulté que constituent les positions doctrinales des différentes églises occidentales sur la voie de l'espoir de l'unité retrouvée, ce désir d'unité marque fortement l’attitude des confessions orthodoxes dans le processus œcuménique. Pour surmonter la difficulté il faut alors s'attacher à discerner de qui relève de la « différence » (diaphora) d'ordre pratiques, des « divisions » (diairesis) qui en sont une perversion.
En 1920, une autre encyclique fait figure de jalon fondamental pour le mouvement œcuménique en général : émanant du patriarche Germain V de Constantinople, elle évoque la notion d'une « communion d'Églises » (Koinonia to Ekklesion) à créer, une « union bénie » des églises pour laquelle il invite les différentes traditions à concourir en s'engageant dans l'étude conjointe des questions essentielles autour de la notion de réunion. Pour le Patriarche, la promotion des contacts entre les églises est le premier pas essentiel qui doit être suivi de « l'abolition de tout la méfiance et mutuelle et de l'amertume » afin de que « l'amour [soit] relancé et renforcé entre les Églises ». Il énumère ensuite onze points fondamentaux comme proposition de travail pour une future collaboration entre les Églises, une liste qui devient la base du travail programmatique du COE au moment de sa création, ce qui fera dire à Visser’t Hooft que l'« encyclique de 1920 a sonné la cloche de notre rassemblement ».

#### Catholicisme et mouvement œcuménique

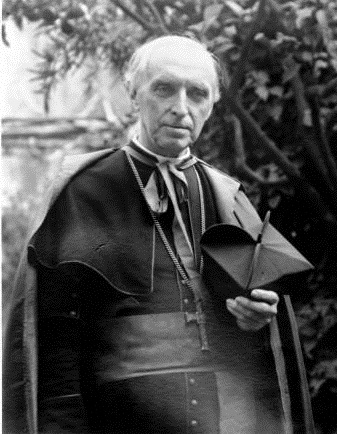
Le cardinal Mercier à Rome, 1916.

L’œcuménisme catholico-protestant a pris son essor dans la seconde moitié du XXe siècle, particulièrement après le Concile Vatican II (1962-1965) qui institutionnalise l’œcuménisme par le Décret sur l’œcuménisme (Unitatis Redintegratio) de 1964 qui reconnait le côté chrétien du protestantisme et favorise la poursuite du dialogue. Pour en arriver là, il a fallu surmonter bien des réticences des autorités romaines et l’œcuménisme, né au sein des Églises de la Réforme, va coexister avec les formes catholiques romaines officielles de désir d'unité traduites dans l'unionisme catholique et l'uniatisme.
Cependant, dès la fin du XIXe siècle et bien que pourchassé dans l'Église romaine, le modernisme appuie le renouvellement de l'exégèse biblique au sein de celle-ci, à l'instar de ce qui a cours dans le monde protestant depuis quelques décennies, approfondissant sa dimension philosophique et théologique pour en conclure à la réalité d'une unité des croyants au-delà des cloisonnements ecclésiastiques. Ce phénomène opère un profond renouveau biblique au sein du catholicisme et l'intensification des collaborations entre les exégètes catholiques et protestants engendre un véritable « œcuménisme biblique ». Par ailleurs, des expériences comme les « Conversations de Malines » (1921-1925), à l'initiative du cardinal Mercier - sur la suggestion du lazariste Fernand Portal et de l'anglican Lord Halifax - voient le jour mais demeurent sans suite, du moins dans l'immédiat.
De son côté, Rome - estimant que « l'unité réside à Rome » - décline toute invitation faite aux conférences organisées tant par Foi et Constitution que par Christianisme pratique, rejette toute participation à la préparation des premières conférences œcuméniques. Plus loin, en 1928, après la Conférence de Lausanne organisée par Foi et Constitution, Pie XI interdit même par l'encyclique Mortalium Animos toute participation de catholiques au mouvement œcuménique.
Cependant, du côté des individualités, des théologiens comme Otto Karrer en suisse, Henri de Lubac et Yves Congar en France, Lambert Beauduin et Gustave Thils en Belgique ou encore Karl Adam et Romano Guardini en Allemagne repensent les positions traditionnelles catholiques vis-à-vis des Églises protestantes. Congar - qui sera un des grands artisans de Vatican II - fait particulièrement œuvre de pionnier au sein de sa confession en étudiant tant la nature de l’œcuménisme que les conditions pour arriver aux principes d'un œcuménisme catholique, qu'il analyse dans un ouvrage éponyme publié en 1937.
Après la Seconde Guerre mondiale, l'Église catholique refuse d'envoyer des observateurs aux diverses conférences œcuméniques, le cardinal Stritch interdisant encore en 1954 la participation de catholiques à Evanston. La promulgation du dogme catholique de l'Assomption en 1950, particulièrement sa formulation exclusive fondée sur une infaillibilité pontificale contestée, provoque en outre de fortes réactions négatives au sein des Églises non romaines. Mais avec le pape Jean XXIII, accédant au pontificat en 1958, les choses évoluent : il oriente nettement le catholicisme contemporain vers l'œcuménisme et le Vatican envoie désormais des observateurs officiels aux conférences du COE (1961) ou de Foi et Constitution (1963). En 1960 est créé un Secrétariat pontifical pour la promotion de l'unité des chrétiens qui a initialement pour tâche d'assurer l'orientation œcuménique des textes de Vatican II, avant d'être rendu permanent par le pape Paul VI.

## Le mouvement œcuménique contemporain

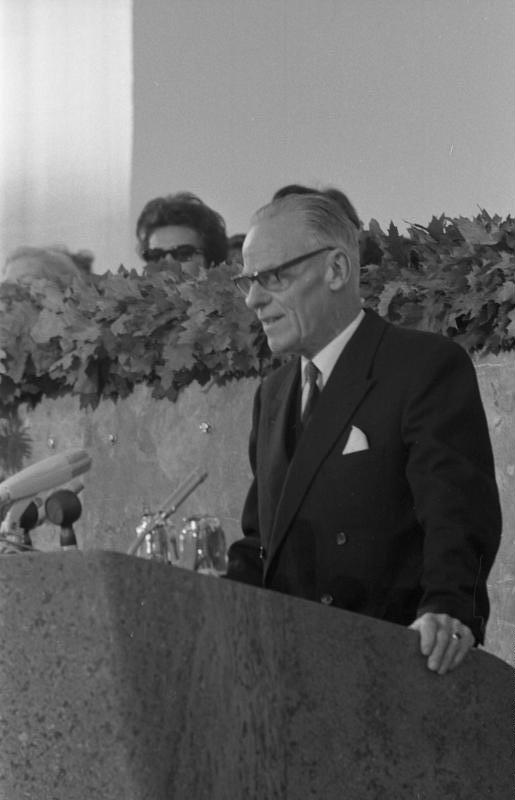
Willem Visser't Hooft à la remise du Prix de la paix des libraires allemands, 1966.

### Le COE
Le Conseil Œcuménique des Églises est la plus grande et la plus inclusive des différentes expressions du mouvement œcuménique. Ce mouvement entend répondre à la prière que l'Évangile selon Jean (Jn 17. 21) attribue à Jésus-Christ : « Que tous soient un, comme toi, Père, tu es en moi, et comme je suis en toi, afin qu'eux aussi soient un en nous, pour que le monde croie que tu m'as envoyé.
Les Églises réunies au sein du COE sont appelées à avoir pour but l'« unité visible » de l’Église ou des chrétiens, objectif central du mouvement œcuménique, ce qui implique des relations et dialogues entre les diverses Églises. Le mouvement œcuménique préconise le travail en commun des Églises qui le souhaitent, dans le respect mutuel des diverses institutions. La déclaration d’intention du COE précise qu’il n’est pas une « super-Église » - et n’a pas l’intention d’en devenir une - mais un « instrument » de promotion de l'unité.

#### Structures
Lors de sa création en 1948, le COE rassemble 147 Églises issues de 44 pays. En 2013, il réunit 345 Églises, dénominations et communautés d’Églises de 120 pays, représentant plus de 500 millions de chrétiens répartis à travers le monde, prenant en compte le fait que toutes n'ont pas les mêmes méthodes pour recenser leurs fidèles. Le siège social du COE est basé à Genève.
La majorité des Églises affiliées sont issues d'Afrique, d'Asie, des Caraïbes et de la région Pacifique, d'Amérique latine et du Moyen-Orient. Y sont représentées la presque totalité des Églises orthodoxes, les différentes confession issues de la Réforme, les Églises adventistes et pentecôtistes de même que les nombreuses Églises unies et indépendantes. L’Église catholique n’en est pas membre mais y a un siège d'observateur et contribue étroitement avec le COE au sein d'un groupe mixte qui se réunit annuellement. Des membres catholiques de plein droit siègent par ailleurs au sein des commissions Foi et Constitution et Mission et évangélisation.
La vie du COE est rythmée par des Assemblées générales qui se réunissent tous les sept ans qui définissent les grandes orientations du mouvement. L'assemblée plénière élit un comité central de 150 membres qui se réunit annuellement pour superviser les travaux tandis qu'un secrétariat général siège à Genève.
Le travail du COE se déploie essentiellement en quatre domaines principaux :
- recherche théologique - avec la commission Foi et Constitution - et pratique de l'unité ;
- mission et évangélisation ;
- entraide et partage ;
- lutte pour la justice et la paix.

#### Évolution

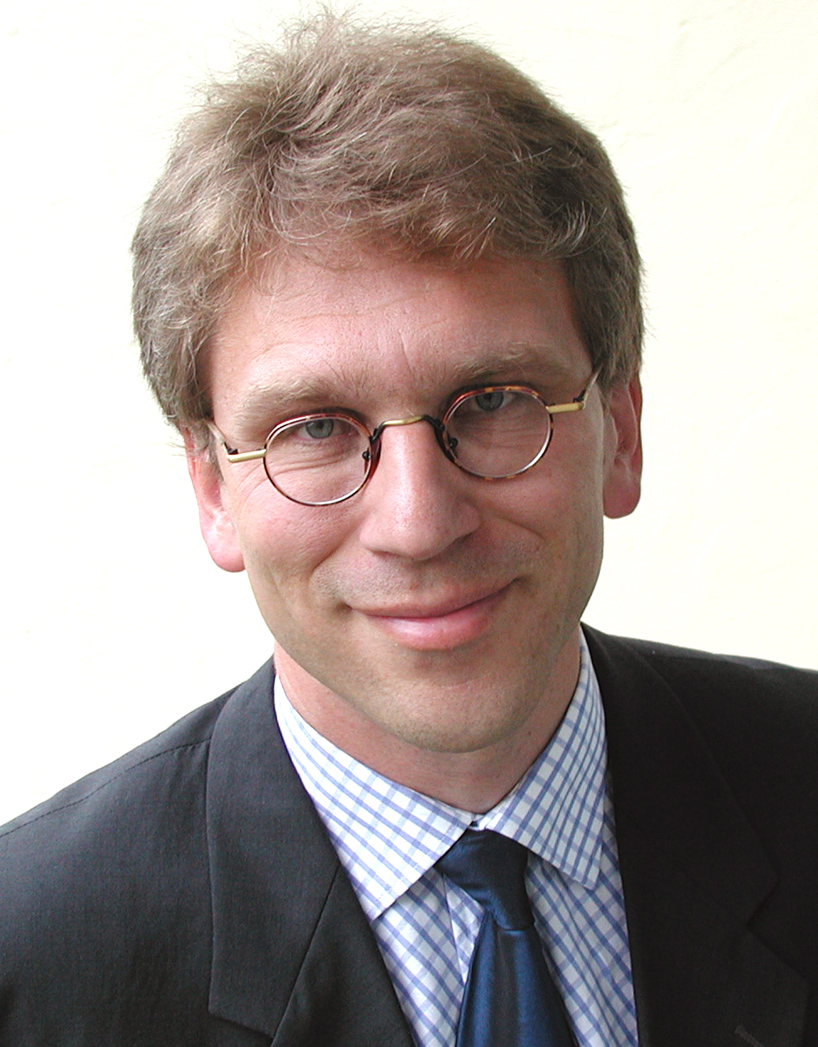
Olav Fykse Tveit, président du COE depuis 2010.

Officiellement constitué en août 1948 à Amsterdam, le COE a donc été préparé par les grandes conférences d’Édimbourg en 1910, de Stockholm en 1925 et de Lausanne en 1927 avant qu'un Comité préparatoire soit créé en 1938. Il rassemble à ses débuts essentiellement des Églises protestantes occidentales avant d'être progressivement rejoint, à partir des années 1960, par des Églises orthodoxes de l'Est et des Églises autonomes des pays du Sud.
L'évolution du COE et de ses programmes est souvent rythmé par les grands enjeux du XXe siècle. L'assemblée inaugurale d'Amsterdam de 1948 est marquée par le clivage qui sépare les conceptions capitalistes et marxistes, et aborde le sujet de la paix. En 1951, la décision du COE de soutenir l'ONU dans son intervention en Corée occasionne une rupture durable avec l’Église de Chine et d'importantes tensions Églises des pays communistes. L'Assemblée de 1954 à Evanston, dans le contexte de la Guerre froide, le COE est un lieu de dialogue entre l'Ouest et l’Est, amorçant le dialogue avec les Églises orthodoxes et, par ailleurs, encourage le ministère des Églises pour le développement et poursuit ses activités auprès des pauvres, des migrants et des réfugiés.
Les efforts pour le rapprochement œcuménique sont récompensés lors de l’Assemblée de 1961 qui voit l'arrivée des grandes Églises orthodoxes de l’Est marquant la diversification confessionnelle, géographique et culturelle du mouvement. Par ailleurs, les activités de mission et d'évangélisation sont renforcées par l’intégration du Conseil International des Missions au COE. Le mouvement continue son développement dans « une certaine euphorie œcuménique » occasionnée notamment par le concile Vatican II. Par ailleurs des évènements comme la guerre du Biafra ou encore l'assassinat de Martin Luther King poussent le COE à travailler les problématiques de partage des richesses Nord/Sud, de lutte contre le racisme et, plus généralement les questions de politique internationale.
Les travaux qui s’ouvrent lors de l'Assemblée de 1975 à Nairobi débouchent sur le document Baptême, eucharistie, ministère lors de l'Assemblée de Lima en 1982 qui met en place une liturgie eucharistique qui connaît sa première expression dans la « tente des cultes » à Vancouver en 1983. Lima connaît également la mise en place du projet « Justice, paix et sauvegarde de la création ».
Mais dans les années 1990 - Canberra en 1991 et Harare en 1998 - des tensions et dissensions se font à nouveau jour : les Églises orthodoxes estiment ne pas être assez entendues au point que certaines d'entre elles - les églises orthodoxes de Roumanie et de Géorgie - quittent le COE. Cependant une commission spéciale trouve un consensus qui satisfait in fine les orthodoxes.
En 2006, à Porto Alegre le COE se recentre sur sa vocation première, relançant les réflexions théologiques sur l’unité notamment avec les mouvances du pentecôtisme. En plus d'insister sur son rôle de porte-parole prophétique dans le monde, le COE retient trois axes : recherche de l'unité, formation œcuménique et conception globale de la justice, fruit notamment des débats sur la pauvreté et l’injustice. En 2013 à Busan, en République de Corée), sous le secrétariat général du pasteur Olav Fykse Tveit, le COE élit un Comité central qui est présidé pour la première fois par une femme, Agnes Abuom, membre de l'Église anglicane du Kenya, également première personne d’origine africaine à assurer la fonction.
Plutôt que de s'attacher au rapprochement des doctrines, l'œcuménisme traite d'abord des questions d'ecclésiologie comme le montrent les résultats positifs des travaux sur les sacrements et les ministères. Cependant, diverses questions sont pendantes : les sacrements, la reconnaissance mutuelle des ministères et les ministères féminins ou encore la nature des missions.
Par ailleurs, on peut relever l'existence de tensions au sein du COE entre les protestants, qui prennent en compte la sécularisation et prônent l'adaptation du témoignage chrétien à la société civile actuelle et les orthodoxes, qui ayant peut-être moins besoin de l'organisme qu'à l'époque du communisme, contestent la tendance libérale de certaines des orientations du COE. En outre, le COE, dont la structure est alourdie par une importante bureaucratie, est en butte à des difficultés financières qui réduisent la portée d'une vocation qui se veut « prophétique ».

#### L’Église catholique et Vatican II
L'Église catholique ne fait pas partie du Conseil œcuménique des Églises (COE), fondé en 1948, où elle n'a qu'un statut d'observateur. Elle y participe à divers groupes de travail depuis 1964. 

##### Le concile
Au cours du concile Vatican II, des observateurs non catholiques sont invités et un Secrétariat pour l’unité des chrétiens est créé, qui deviendra le Conseil pontifical pour l’unité des chrétiens sous Jean-Paul II.
Le concile promulgua des documents majeurs pour l’œcuménisme : Unitatis Redintegratio (décret sur l’œcuménisme) ; Nostra Ætate (sur les religions non chrétiennes) ; Dignitatis humanae (sur la liberté religieuse). Mais l’ensemble de ses travaux revêtait une finalité nettement œcuménique : réforme liturgique, définition de l’Église comme peuple de Dieu et comme koinonia, communion.
Les successeurs de Jean XXIII, soit à Rome, soit au cours de leurs nombreux voyages à travers le monde, ont multiplié les contacts avec les dirigeants des autres Églises. Les conférences épiscopales sont membres des Conseils d’Églises, qui se sont formés dans la plupart des pays. Les fidèles catholiques eux-mêmes participent pleinement aux travaux, ainsi qu’aux prières, des congrès interconfessionnels et des rencontres œcuméniques.

##### Visites papales
- En 1964, rencontre à Jérusalem entre le pape Paul VI et le patriarche Athénagoras de Constantinople[85], et le 7 décembre 1965 la levée des excommunications réciproques du XIe siècle, comme « geste de justice et de pardon réciproque »[note 2].
- En 1966, rencontre entre l’archevêque de Cantorbéry Michael Ramsey et le pape Paul VI, et la création de la Commission internationale anglicane catholique romaine (ARCIC). Ces dialogues entre l’anglicanisme et l’Église catholique romaine ont produit des accords doctrinaux[86].
- En 1969, Paul VI va rencontrer le Conseil œcuménique des Églises.

##### Lacommunicatio in sacris
La communicatio in sacris, ou « partage dans les [choses] sacrées », est l'ensemble des dispositions prévues par le droit canonique sur la participation aux sacrements entre les catholiques et les autres chrétiens. Principalement régie par le Code de droit canonique de 1983 et par le  Code des canons des Églises orientales, elle se situe dans la lignée de l’engagement œcuménique de l'Église catholique et a vu se préciser plusieurs de ses restrictions à l'occasion du concile Vatican II.

##### Ut unum sint
Dans son encyclique Ut unum sint (1995), Jean-Paul II réaffirme l'engagement œcuménique irréversible de l'Église catholique : « Au Concile Vatican II, l'Église catholique s'est engagée de manière irréversible à prendre la voie de la recherche œcuménique, se mettant ainsi à l'écoute de l'Esprit du Seigneur qui apprend à lire attentivement les « signes des temps ». Les expériences qu'elle a vécues au cours de ces années et qu'elle continue à vivre l'éclairent plus profondément encore sur son identité et sur sa mission dans l'histoire. L'Église catholique reconnaît et confesse les faiblesses de ses fils, consciente que leurs péchés constituent autant de trahisons et d'obstacles à la réalisation du dessein du Sauveur ».
Si les signes de bonne volonté se sont multipliés, le pontificat de Jean-Paul II reste contrasté sur le sujet notamment par la pratique d'une forme de mise en exergue de la fonction papale - un des principaux obstacles à l'œcuménisme - et de la reprise en main disciplinaire, morale et doctrinale par les autorités vaticanes.
Ainsi, selon certains observateurs, l'aube du troisième millénaire marque des formes d'essoufflement de l'élan œcuménique, et certains sont déçus de la lenteur des progrès dans la voie de l'unité des chrétiens qui est en quête d'un troisième souffle.

## Des réalisations

### Accords inter-ecclésiaux

#### Accords de Bonn entre vieux-catholiques et anglicans
Le mouvement vieux-catholique est une fédération de plusieurs églises qui s'est organisée par la déclaration d'Utrecht de 1889. Le rejet des dogmes proclamés aux XIXe et XXe siècles, et notamment de l'infaillibilité pontificale, est la cause principale du désaccord avec l'Église catholique.
L'Accord de Bonn, signé en 1931, établit une intercommunion entre les Églises de la communion anglicane et celles de la Déclaration d'Utrecht : il marque la reconnaissance réciproque de la catholicité et de l'indépendance organique et spirituelle de chacune des communions et privilégie ainsi l'approche de l'intercommunion à celle d'une union formelle. L'accord constate l'accord des deux communions sur les points essentiels de la doctrine et de l'institution de l'Église qui permet la reconnaissance d'une commune réalité et volonté catholique et apostolique, tout en empêchant un alignement doctrinal complet, certaines divergences existant encore dans les domaines de l'interprétation et de la pratique.

#### Accords catholico-anglicans
La commission internationale anglicane-catholique romaine (souvent connue sous l'acronyme anglais ARCIC) est établie en 1967, à la suite de la rencontre historique entre l’archevêque de Cantorbéry Michael Ramsey et du pape Paul VI. Elle a pour but de faciliter la réunion ecclésiologique de l'ensemble de la communion anglicane et de l'Église catholique et d'adopter des positions communes dans les débats sociaux et éthiques.
Elle se déroule en plusieurs phases conclues par des déclarations communes : ainsi ARCIC-I publiera ses conclusions sur « La doctrine eucharistique », « Ministère et ordination », « L’autorité dans l’Église », de 1971 à 1981. L'ensemble est ratifié par la communion anglicane lors de la conférence de Lambeth de 1988, mais l'Église catholique souligne le caractère incomplet des points d'accord obtenus et demande la levée de certaines ambiguïtés. Certains commentateurs de tendance conservatrice considèrent qu'il s'agit d'un désaveu des travaux de l'ARCIC.
Néanmoins, une deuxième phase de discussions se déroule, évoquant « Le Salut et l’Église », « L’Église comme communion », « La vie en Christ : morale, communion, Église », « Le don de l’autorité. L’autorité dans l’Église III » et « Marie : Grâce et espérance dans le Christ ». Les progrès sont menacés et les travaux ralentis par une série d'innovations au sein de certaines églises anglicanes qui divisent durablement cette communion et sont vécues par la partie catholique comme des modifications unilatérales : ordination des femmes, d'évêques ouvertement homosexuels, bénédiction de couples homosexuels.
En 2009, est publiée la constitution apostolique Anglicanorum Coetibus permettant l'intégration de groupes d'anglicans qui en ont fait la demande au sein de l'Église catholique ; elle est ressentie par plusieurs évêques anglicans comme un acte inamical. Le pape Benoît XVI manifeste sa volonté d'entreprendre de front cette initiative de réunion concrète et le lancement d'une nouvelle phase de discussions bilatérales (ARCIC-III),.

#### Accords entre l'Église catholique et les Églises non chalcédoniennes
Il existe différentes déclarations communes entre l’Église catholique et certaines Églises orthodoxes orientales notamment l'Église apostolique arménienne depuis 1970, l'Église syro-orthodoxe d’Antioche depuis 1971 ou encore Église copte orthodoxe d’Égypte depuis 1973.
Par ailleurs, le dialogue initié depuis 1994 entre l’Église catholique et l'Église apostolique assyrienne de l'Orient a donné lieu à :
- La signature, le 11 novembre 1994, d'une déclaration christologique commune qui clos, entre les deux Églises, les différentes controverses liées à la querelle nestorienne ;
- La signature le 15 août 1997, d'un décret synodal conjoint de l'Église assyrienne de l'Orient et de l'Église catholique chaldéenne ;
- La signature le 20 juillet 2001, d'un accord sur de l'intercommunion entre les « assyriens » et l'Église catholique chaldéenne[99].

#### Concorde de Leuenberg
Accord restaurant la « communion de chaire et d'autel » en 1973 entre de nombreuses Églises protestantes d'Europe, notamment luthériennes et réformées et, depuis, méthodistes. La Communauté ecclésiale de Leuenberg, devenue « Communion d'Églises protestantes en Europe » (CEPE), qui regroupe quelque 105 Églises membres, vise à « renforcer la voix du protestantisme en Europe »,.

#### Affirmation commune de Porvoo
L'affirmation commune de Porvoo entre luthériens scandinaves et anglicans de Grande-Bretagne (9-13 octobre 1992).

#### Accord luthéro-épiscopaliens
Aux États-Unis et au Canada, en 1999 ; hospitalité liturgique, hospitalité eucharistique, reconnaissance des ministères : les épiscopaliens considèrent que les luthériens ont la succession apostolique. Échange de chaire inter-ecclésiastique.

#### Accords luthéro-catholiques
En 1999, l’Église catholique et la Fédération luthérienne mondiale ont signé à Augsbourg la « Déclaration commune sur la Doctrine de la justification », fruit de plus de trente années de dialogue et qui semblait mettre fin à une controverse qui durait depuis la Réforme.
L'application en a laissé les luthériens sur leur faim, quand, quelques mois après la signature, Jean-Paul II accordait des indulgences lors du Jubilé de l'An 2000.
En 2013 est publié par la Commission luthérienne-catholique pour l'unité, le document « Du conflit à la communion : commémoration commune luthéro-catholique de la Réforme en 2017 », dans le cadre de la préparation de la célébration du 500e anniversaire de la Réforme, et du 50e anniversaire du dialogue entre luthériens et catholiques. Le 31 octobre 2016, à l’invitation de la Fédération luthérienne mondiale (FLM), le pape François assiste en personne à Lund au lancement de l'année commémorative de ce 500e anniversaire de la Réforme, dans un déplacement que le souverain pontife qualifie de « voyage important » et « spécial » d’un point de vue ecclésial. Le président de la FLM, Munib Younan et le pape signent une déclaration commune qui a pour objectif de faire progresser catholiques et luthériens vers l'unité, regrettant que les progrès accomplis en ce sens ne permettent toujours pas aux membres des deux confessions de communier ensemble, mais affirmant que « ce qui unit [catholiques et luthériens] est plus grand que ce qui [les] divise [et qu'ils cherchent] à lever les obstacles persistants qui [les] empêchent d’atteindre la pleine unité »,.

#### Autres dialogues bilatéraux entre Église catholique et Églises protestantes
Il existe de même des dialogues bilatéraux entre l'Église catholique et d'autres Églises protestantes, notamment avec le Conseil méthodiste mondial, l'Alliance Reformée Mondiale et l'Alliance Baptiste Mondiale.

#### Accord luthéro-réformé
En Scandinavie et Grande-Bretagne, en 2000 ; hospitalité liturgique, hospitalité eucharistique, reconnaissance des ministères : les épiscopaliens considèrent que les luthériens ont la succession apostolique. Échange de chaire inter-ecclésiastique.

#### Affirmation commune de Reuilly
En 2001, un accord de reconnaissance mutuelle des ministères entre les Églises anglicanes d'Angleterre, d'Écosse, d'Irlande et du pays de Galles et les principales Églises luthériennes et réformées de France est conclu.

### Dialogues multilatéraux

#### Texte de Lima
En 1982, c'est à l'initiative de la commission Foi et Constitution du Conseil œcuménique des Églises, l'important document « Baptême, Eucharistie, Ministère » (dit de Lima), auquel des théologiens catholiques ont participé et qui a eu de larges échos au sein des diverses Églises. « Ce célèbre texte, adopté par la commission plénière Foi et Constitution lors de sa réunion de Lima (Pérou) le 15 janvier 1982, fait le point sur l'accord toujours plus grand – et les différences qui subsistent – dans des domaines fondamentaux de la foi et de la vie des Églises. Document le plus largement diffusé et étudié de Foi et Constitution, le BEM a servi de base à de nombreux accords de « reconnaissance mutuelle » entre Églises, et il demeure une référence aujourd'hui encore. »

#### La charte œcuménique européenne
La charte a été signée par la Conférence des Églises Européennes (KEK), qui regroupe une grande partie des Églises protestantes, vieilles catholiques et orthodoxes d'Europe, et le Conseil des conférences épiscopales d'Europe (CCEE) pour les évêques catholiques. « Les Églises ravivent leur engagement pour une mission commune en Europe » (avril 2001).

#### La nature et le but de l'Église: vers une déclaration commune
La Cinquième Conférence mondiale de Foi et Constitution (Conseil œcuménique des Églises), qui s'est tenue à Saint-Jacques-de-Compostelle en Espagne (1993), a préconisé une étude sur la nature et le but de l'Église. L'étude proposée par Foi et Constitution (document no 181, novembre 1998), et qui est soumise aux avis et réactions des Églises, est une étape vers une possible déclaration commune.
Pour la commission Foi et Constitution, les documents importants produits par cette instance « contribuent d'une manière ou d'une autre à mieux faire comprendre la nature et le but de l'Église ». « De plus, les documents « Baptême, eucharistie, ministère », « Confesser la foi commune » et « Église et monde », envoyés aux Églises pour commentaire et réception, sont autant de façons de leur rappeler le caractère impérieux de l'appel du Christ à l'unité visible et les caractéristiques essentielles de cette unité. Au cours de la dernière décennie, les travaux sur l'ecclésiologie et l'éthique, qui étaient le prolongement des études sur le racisme et la communauté des femmes et des hommes dans l'Église, par exemple, ont contribué à faire comprendre la vocation commune des chrétiens au service de l'humanité et de la création. De son côté, Foi et Constitution reçoit sans cesse des éclairages nouveaux sur l'unité à laquelle Dieu nous appelle, qui proviennent des réactions des Églises à ses études, des résultats des dialogues bilatéraux, des travaux accomplis ailleurs au sein du Conseil œcuménique des Églises et de sa réflexion sur l'expérience des Églises unies et en voie d'union ».
Le 25 mai 2014, au Saint-Sépulcre, le pape François et le patriarche Bartholomée de Constantinople font une déclaration commune qui poursuit la « recherche constante de l'unité », instauré par Paul VI et le patriarche Athénagoras en 1964. Cette déclaration insiste sur le « témoignage commun de l'amour de Dieu envers tous, en travaillant ensemble au service de l'humanité » tandis que le chef de l'Église catholique évoque un « œcuménisme de la souffrance, (…) du sang » issu des persécutions dont les chrétiens sont l'objet.

### Des actions

#### Le Monastère de l'Union
Fondé à Amay-sur-Meuse (Belgique) en 1925 par Dom Lambert Beauduin, transféré à Chevetogne en 1939, il est intégralement consacré à l'action œcuménique (étude, prière - liturgie en rite latin et en rite byzantin - relations avec les chrétiens des diverses confessions.

#### Semaine de prière pour l'unité des chrétiens
Cette semaine a lieu tous les ans, au cours de la seconde quinzaine de janvier, depuis 1908. Ces dates ont été proposées en 1908 par Paul Wattson de manière à couvrir la période entre la fête de la chaire de saint Pierre à Rome, le 18 janvier, et la fête de la conversion de Paul, le 25 janvier. Ce choix a donc une signification symbolique. Dans l'hémisphère Sud, où le mois de janvier est une période de vacances d'été, on préfère adopter une autre date, par exemple aux environs de la Pentecôte (ce qui fut suggéré par le mouvement Foi et Constitution en 1926) qui représente aussi une autre date symbolique pour l’unité de l’Église.
Les différentes Églises priaient déjà pour l'unité, mais séparément. Par exemple, déjà vers 1740, un mouvement pentecôtiste en Écosse appelle à prier pour toutes les Églises et avec elles. En 1867, la première assemblée des évêques anglicans à Lambeth insiste sur la prière pour l'unité. En 1894, le pape Léon XIII encourage l'Octave de la prière pour l'unité de l'Église, dans le cadre de la Pentecôte.
C'est aujourd'hui une prière commune pour la même unité. Instituée sous le nom d'Octave pour l'unité de l'Église, à l'initiative de Paul Wattson, un ministre épiscopalien américain, elle se tint pour la première fois du 18 au 25 janvier 1908. Elle existe sous sa forme actuelle depuis janvier 1939, à l'initiative de l’abbé Paul Couturier. Elle convie les chrétiens des différentes confessions à prier d'un même cœur pour demander la grâce de « l’unité que Dieu voudra, par les moyens qu’Il voudra ».
La semaine de prière pour l'unité des chrétiens est depuis janvier 1968 préparée conjointement par le Conseil œcuménique des Églises et le Conseil pontifical pour la promotion de l'unité des chrétiens, qui publient en commun le livret de préparation. Pendant cette semaine, les chrétiens sont invités à la prière pour l'unité, notamment lors de la messe ou du culte du dimanche, mais aussi lors de veillées communes de prière organisées localement de concert entre Églises de différentes confessions.

#### Groupe des Dombes
Depuis 1937, il existe un dialogue non officiel entre des théologiens catholiques et protestants francophones, fondé par Paul Couturier (1881-1953) et quelques pasteurs réformés suisses. En 1942, ce groupe prit le nom de groupe des Dombes. Il a publié, depuis, un certain nombre de rapports de haute valeur comme « Un seul maître » - L'autorité doctrinale dans l'Église en 2006. La méthode est le « consensus différencié » où chacun expose sa foi dans un souci de spécificité pour « entrer dans le point de vue de son frère, pour le mieux comprendre dans sa cohérence et pour s'en enrichir ».

#### Groupe mixte de travail entre Conseil œcuménique des Églises et Église catholique
Dès 1964, se met en place un processus de constitution d'un « Groupe mixte de travail » entre l'Église catholique romaine et Conseil œcuménique des Églises (dont l'Église catholique ne fait pas partie). Ce groupe a, entre autres, publié en 2005 une étude sur la nature et objet du dialogue œcuménique.
Par ailleurs, depuis 1968, l'Église catholique est membre à part entière de la commission Foi et Constitution du Conseil œcuménique des Églises.

#### Sauvegarde de la Création
En 1983, le Conseil œcuménique des Églises, lors de son assemblée de Vancouver, a lancé le programme « Justice, Paix et Sauvegarde de la Création » et a exhorté les Églises chrétiennes du monde entier à agir pour la planète et la justice sociale.
Dans le cadre du programme « Justice, Paix et Sauvegarde de la Création », la Conférence des Églises européennes et le Conseil des conférences épiscopales d'Europe (CCEE) ont organisé le premier rassemblement œcuménique européen à Bâle qui s'est tenu du 15 au 21 mai 1989 sur le thème « Paix et justice pour la création entière ». C'est la première fois depuis la Réforme protestante que toutes les Églises coopérèrent officiellement.
En 1995, face aux défis de la sauvegarde de la planète, le colloque international « Écologie, éthique, spiritualités », organisé par Pax Christi-France débouche sur l'appel de Klingenthal, suivi par plusieurs rencontres scientifiques, pluridisciplinaires et interreligieuses autour de l’eau, de l’air, de la terre, de la forêt et de la biodiversité.
Le 10 juin 2002, le pape Jean-Paul II et le patriarche œcuménique Bartholomée Ier de Constantinople ont signé la déclaration de Venise « pour le bien de tous les êtres humains et pour la protection de la création », une des premières déclarations communes entre catholiques et orthodoxes depuis le schisme de 1054, qui fixe plusieurs objectifs éthiques aux hommes et aux femmes de bonne volonté.
Depuis la fin des années 2000, les différentes Églises chrétiennes proposent, dans un cadre œcuménique et dans plusieurs pays (Allemagne, Royaume-Uni, Italie, Suisse, Norvège, Canada, France), des labels écologiques à destination des paroisses et églises locales, comme le label Église verte en France.
Le Conseil œcuménique des Églises a également lancé l'initiative « Jeûne pour le climat », qui a une dimension inter-religieuse. Elle consiste à jeûner le premier jour de chaque mois.

### Des documents

#### Version œcuménique du Notre Père
En 1966 a été publié le texte francophone commun de la prière du Notre Père, adopté par l’Église catholique romaine et le Conseil œcuménique des Églises (Texte de la prière).

#### Traduction œcuménique de la Bible
La Traduction œcuménique de la Bible (TOB) résulte de plusieurs décennies de réflexion et de travail commun, et a été publiée pour la première fois en 1975. Elle n'est pas adoptée liturgiquement par l'ensemble des Églises, mais elle constitue une étape concrète importante vers l'unité, autant qu'un ouvrage de référence. Ce n'est pas une « bible de travail » comme le sont la Jérusalem ou la Segond 2000. Des éditions différentes intègrent ou non les livres deutérocanoniques (non reconnus « divinement inspirés » par les protestants : Sagesse, Tobie…). Elle fut récusée par les Églises orthodoxes dès le début des travaux.
Le seul texte du Nouveau Testament reconnu par toutes les Églises chrétiennes est l'édition critique Novum Testamentum Graece : Bibelausgaben, de Eberhard Nestle, Erwin Nestle, et Kurt Aland. Pour l'Ancien Testament, c'est la Bibelausgaben, Biblia Hebraica Stuttgartensia, édition critique de Karl Elliger, Rudolf Kittel, et Wilhelm Rudolph

#### Lectionnaires œcuméniques
En 1983, à l'initiative de la Consultation nord-américaine sur l’utilisation des textes communs (CTC), un « lectionnaire œcuménique », adaptation de l'Ordo Lectionum Missae catholique, est adopté par différentes églises nord-américaines pour les dimanches et jours de fête. Il retient l'attention de différentes églises réformées à travers le monde et, en 1992, après six ans de consultations œcuméniques avec les églises impliquées, Le lectionnaire œcuménique révisé (LOR/Revised Common Lectionary ou RCL en anglais) est proposé par la CTC devenue Consultation internationale sur la liturgie en langue anglaise (CILA). Cette version, qui reprend le plan des trois lectures et des trois années ainsi que le calendrier, est considérée comme le lectionnaire le plus prometteur et le mieux conçu dans une optique œcuméniste.
Une autre expérience a été initiée par le Joint Liturgical Group (JLG) pour les Églises Anglicanes, Méthodistes, Baptistes et Réformées d'Angleterre et d'Irlande, proposant en 1990 une édition révisée qui adopte un cycle de quatre ans pour les lectures dominicales, utilisant les synoptiques les trois premières années et selon Jean la quatrième - et ne propose pas de lecture « contrôlée » à la différence de lOrdo Lectionum et du LOR.

## Les difficultés persistantes

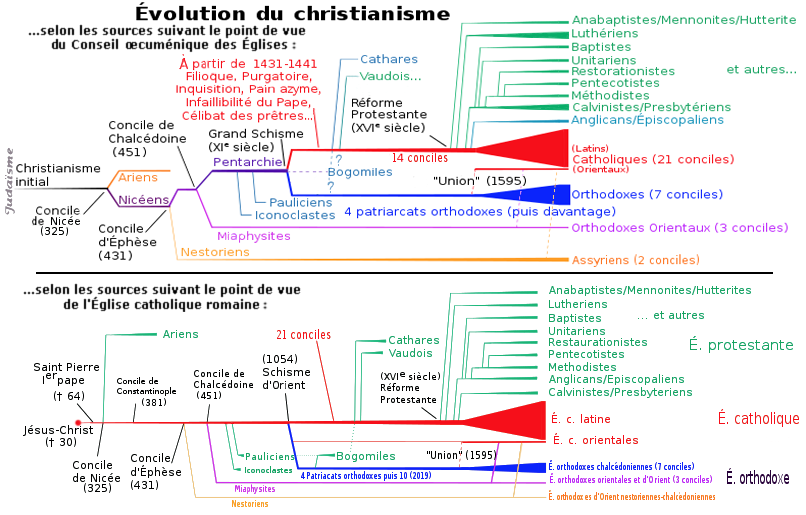
Points de vue historiographiques de la diversité évolutive du christianisme illustrés par des diagrammes en branches : en haut le point de vue œcuménique, en bas le point de vue catholique.

### Généralités
- La sotériologie des protestantismes peut se résumer (tenant compte de l'existence de variantes) par Seul Dieu sauve. Celle du catholicisme considère l'Église comme instrument de salut, mais c'est bien Dieu seul qui est la cause du salut.
- Le rôle et le sens de la papauté, qui constitue un obstacle. En 1967, le pape Paul VI explique : « Le pape, comme nous le savons fort bien, constitue sans aucun doute l’obstacle le plus grave sur la route de l’œcuménisme. »[133].
- La reconnaissance mutuelle (mais symbolique, car les Églises protestantes n'attendent aucun adoubement) des ministères est une pomme de discorde avec les Églises protestantes.
- La question de l'hospitalité eucharistique fait également débat. Les Églises protestantes historiques (celles de la Concorde de Leuenberg, voir ci-dessous) admettent généralement facilement les autres chrétiens à la communion, tandis que les Églises catholique et orthodoxes sont très restrictives, une même communion dans les sacrements supposant selon leur doctrine une même communion dans la foi[134]. La période actuelle, où les principes sont réaffirmés avec fermeté, déçoit les milieux œcuméniques protestants, qui attendaient plus d'ouverture dans la suite du concile Vatican II[135]. La question de la reconnaissance des ministères est aussi sous-jacente à l'hospitalité eucharistique.
- En 2000, la déclaration Dominus Jesus[note 4],[136], de la congrégation pour la doctrine de la foi, insiste fortement sur l'unicité et l'universalité salvifique de Jésus-Christ et de son Église. Elle fut écrite à l’initiative du cardinal Joseph Ratzinger et du secrétaire de la congrégation pour la doctrine de la foi Tarcisio Bertone. Elle fut plutôt mal reçue dans les milieux œcuméniques, notamment du fait que les communautés ecclésiales issues de la Réforme n’étaient pas considérées comme des Églises au sens propre du terme, mais comme des "communautés chrétiennes", et à cause d’une interprétation assez restrictive des textes du concile concernant l’œcuménisme[137].

### Les Églises orthodoxes

#### Divergences ecclésiologiques
Il est difficile de parler d’une position unique de l’Église orthodoxe, étant donné que chaque Église orthodoxe a une position différente, concernant l’œcuménisme. La diversité des positions n’est pas sans rapport avec la structure en soi collégiale et conciliaire de l’orthodoxie, du fait qu’elle est constituée de cinq patriarcats, de quatorze Églises autocéphales.
En ce qui concerne les Églises grecques, et jusqu'à la déclaration commune avec Bartholomée de Constantinople en 2000, ces Églises considèrent généralement que l’Église catholique apostolique romaine est une hérésie (ou, au moins, une hétérodoxie issue du schisme de 1054).
Cette revendication ecclésiologique est justement l’objet principal de conflit avec l’Église catholique. Si tous les orthodoxes s’entendent à reconnaître la primauté d’honneur du patriarche d’occident (le pape de Rome) collégialement avec le patriarche de Constantinople (du fait du concile de 451), ils ne comprennent pas cette primauté comme une primauté unique et juridictionnelle sur les autres évêques. En outre, en matière de doctrine, la règle, dans l’Église orthodoxe, est de ne rien décider seul mais de toujours prendre l’avis de ses pairs et de décider avec eux : « le Saint Esprit et nous avons décidé que… ».

#### Divergences doctrinales
Pour les Églises orthodoxes, les divergences théologiques avec l’Église catholique proviennent de la succession des sept premiers conciles. Les 3e, 4e et 8e conciles œcuméniques furent suivis d’un schisme et de la fondation d’une Église dissidente. Les Églises Orthodoxes ne peuvent reconnaître les conciles que le pape a réunis sans recours aux autres patriarches (et donc, selon l’Église orthodoxe, en absence de la conciliarité qui invite l’Esprit Saint à en inspirer les décisions).
En application de ce même principe, une époque, si éclairée qu’elle puisse se croire, ne doit pas agir et décider sans se mettre en harmonie avec les époques précédentes : c’est le principe de tradition qui régit toute la vie des Églises orthodoxes.
Les orthodoxes considèrent à ce sujet comme nul et non avenu le concile Vatican I, où est affirmé le dogme de l’infaillibilité pontificale, dont ils contestent l’argument. Selon la position orthodoxe, c’est l’Église dans son entier, dans sa conciliarité, qui est infaillible et non la seule personne du pape. Au contraire, les orthodoxes considèrent que l’isolement du pape hors du collège des autres patriarches (à la suite du schisme mais aussi de l'effondrement de l’Empire romain), est la cause des développements dogmatiques (comme le purgatoire, l’immaculée conception, l’infaillibilité pontificale) que l’Église orthodoxe juge hérétiques.
Les Églises orthodoxes, soucieuses de leur collégialité comme de leur autonomie, se retirèrent de l’entreprise de la Traduction œcuménique de la Bible (TOB) de crainte d’exigences doctrinales. La participation des orthodoxes a été effective mais peu importante du fait qu’il y avait un faible nombre d’exégètes de langue française parmi eux, que le texte de base a été le texte hébreu et non le texte grec de la Septante (qui constitue la version de référence pour tous les orthodoxes), et à cause de désaccords liés à certains choix de traduction et certains commentaires concernant le Nouveau Testament. Toutefois, elles entrèrent en 1961 au COE sous la réserve de l’affirmation trinitaire. Cette affirmation contraignit au départ les unitariens qui avaient été fondateurs du COE.
Un théologien orthodoxe russe Vladimir Soloviev (1853-1900) s’était penché sur la question de l’unité des chrétiens. Il espérait la réconciliation eschatologique, face à la menace de l’Antéchrist, des Églises de Jean (orthodoxe) de Pierre (catholique) et de Paul (protestante) dans lesquelles il voyait trois expressions complémentaires de l’unique foi et de l’expérience de déification, chère à la théologie de Grégoire Palamas. Cependant, ce théologien est peu reconnu, voire très critiqué, au sein de l’Église orthodoxe (du fait d’une part de sa sophiologie, d’autre part de ses propos sur l’Église catholique).

#### La question des territoires
La fin du communisme s’est accompagnée d’un renouveau spirituel de l’Église orthodoxe dans les pays de l’Est, comme en Russie, et l’occasion de nouveaux conflits avec l’Église catholique. Le principal motif contemporain de querelle vient de la compréhension orthodoxe de la répartition des diocèses. En effet, certains orthodoxes russes éprouvent l’évangélisation catholique en Russie comme une forme de prosélytisme ne respectant pas le découpage des diocèses. Ce conflit entre l’Église orthodoxe et l’Église catholique est en rapport avec la critique de la prétention de l’Église catholique romaine à une juridiction universelle, ce qui va à l’encontre de l’ecclésiologie orthodoxe qui voit en elle l’ancien patriarcat de Rome, c’est-à-dire comme n’ayant légitimement comme juridiction que la seule Europe occidentale. En effet, les orthodoxes critiquent cette compréhension qu’a la papauté d’elle-même, non plus comme seulement patriarcat de Rome, mais comme super-diocèse qui engloberait les autres diocèses.
Les Églises orthodoxes ont souvent été le support des revendications nationalistes du temps des empires centraux comme de l’Union soviétique. Dans des pays comme la Roumanie, l’Ukraine, l’Église orthodoxe connut des rivalités avec les Églises uniates - églises de rite oriental mais catholiques romaines -, principalement parce qu’elles avaient été l’instrument idéologique des partages de nationalités entre divers pays. L’attribution des lieux de cultes entre uniates et orthodoxes a posé problème à la suite de l’effondrement du communisme ; ceux-ci, en effet, avait parfois été confisqués par les Églises orthodoxes au hasard des partages de la Pologne, de l’Ukraine ou de l’instauration du communisme. Les Églises uniates souffrirent particulièrement de la persécution du christianisme dans les pays communistes, soupçonnées du fait de leur rapport avec l’Occident et Rome d’en être des espions.
Une grande partie des orthodoxes installés en Occident, et notamment en France, à Paris, à Sainte-Geneviève-des-Bois et sur la Riviera, sont venus avec l’émigration russe « blanche » (partisans du dernier tsar et hostiles à l’instauration du communisme). Il faut aussi prendre en compte la communauté roumaine, laquelle a toujours eu des rapports privilégiés avec la France. Par ailleurs, de nombreux chrétiens orientaux provenant des pays arabes et issus des églises non chalcédonniennes, se sont installés en France, par exemple, de nombreux chaldéens sont installés à Sarcelles près de Paris ou à Bruxelles en Belgique, réfugiés depuis la guerre d’Irak en 2003. Cette diaspora orthodoxe en Europe occidentale n’est sans doute pas sans valeur pour l’œcuménisme en ce qu’elle partage un monde commun avec les Églises catholique et protestantes.
Parfois ce sont les querelles de juridiction entre patriarcats orthodoxes qui rejaillissent sur le bon fonctionnement du dialogue œcuménique, ainsi Moscou se retire en 2008 de la Conférence des Églises européennes en raison d'une querelle d'influence avec Constantinople au sujet de l'Estonie.

#### L'évolution de la perception du dialogue œcuménique
Les évolutions doctrinales rapides vécues par certaines églises de la sphère protestante, notamment sur la question de l'ordination des femmes au sacerdoce ou à l'épiscopat, ou encore sur la question de l'homosexualité, ont été très mal reçues par les Églises orthodoxes, et notamment la plus importante, le patriarcat de Moscou. C'est ainsi que le 9 septembre 2010, dans un discours très remarqué, et parfois très mal reçu, le métropolite Hilarion de Volokolamsk, président du département des relations extérieures du patriarcat de Moscou, tient devant l'archevêque de Cantorbéry Rowan Williams un discours très critique sur l'évolution de la Communion anglicane, parlant de la formation d'un gouffre qui s'élargit entre « libéraux » et « traditionnels », et parlait en 2010 de menaces réelles sur l'ensemble du dialogue entre orthodoxes et anglicans.
De fait, l'Église orthodoxe russe rompt ses contacts avec l'Église épiscopalienne des États-Unis en 2003, avec l'Église de Suède en 2005. Les Églises orthodoxes dénoncent aussi le risque de voir le conseil œcuménique des Églises devenir un simple forum d’échange d’idées sans fondement théologique spécifiquement chrétien et où « une prière commune deviendrait de plus en plus difficile et en fin de compte impossible ».
L'avènement de Benoît XVI est souvent cité comme le déclencheur d'un réchauffement des relations entre orthodoxes et catholiques, même si les progrès effectifs se déroulent très lentement. Le métropolite Hilarion de Volokolamsk envisage ainsi des formes d'action combinée, qu'il qualifie d'« alliance stratégique », notamment dans le domaine de la lutte contre la sécularisation et celui de la nouvelle évangélisation.

### Les catholiques traditionalistes
Certains catholiques contesteront le concile Vatican II, soit pour des raisons doctrinales (reconnaissance de la liberté religieuse par le Concile, œcuménisme, où l'on retrouve aussi, selon le témoignage de Yves Congar quelques implications politiques professées depuis longtemps par quelques-uns de ceux qui font scission, quelques-unes ultramontaines, maurassiennes), soit en raison de leur attachement à la célébration en latin et selon le missel romain de saint Pie V. Une de leurs têtes de file, Mgr Marcel Lefebvre, fondateur de la Fraternité sacerdotale Saint-Pie-X rompt avec Rome en 1988 en ordonnant quatre évêques malgré l’interdiction qui lui en a été faite et, en conséquence, est excommunié latae sententiae. Si l’excommunication de quatre évêques de la FSSPX a été levée en 2009, les négociations pour un rapprochement sont arrêtées par le préfet de la Congrégation pour la doctrine de la foi en 2012 devant le refus persistant de la Fraternité de reconnaître le Concile.